# Mirai nikki
Ne doit pas être confondu avec Yume Nikki.
Mirai Nikki (未来日記, litt. « journal du futur ») est un manga écrit et dessiné par Sakae Esuno. Il a été prépublié entre janvier 2006 et décembre 2010 dans le magazine Monthly Shōnen Ace de l'éditeur Kadokawa Shoten, et a été compilé en un total de douze tomes en avril 2011. La version française est éditée en intégralité par Sakka. Trois séries dérivées ainsi qu'un OAD bonus sont également sortis.
Une adaptation en anime produite par le studio Asread composée d'un épisode pilote et de 26 épisodes a été diffusée entre octobre 2011 et avril 2012. Une adaptation en drama de 11 épisodes a été diffusée entre avril et juin 2012.

## Synopsis
Yukiteru Amano est un jeune garçon solitaire qui se réfugie dans son imaginaire pour échapper au vide social qui constitue son quotidien. Il considère qu’il peut éviter toute contrariété en observant le monde d'un point de vue extérieur, et consigne tous les événements se passant autour de lui sous la forme d'un journal qu’il tient à l’aide de son téléphone portable. Un jour, une des entités imaginaires lui servant de camarades de jeu, Deus ex Machina, dieu du temps et de l'espace,et Murmur, l'aide de Deus lui propose de participer à un jeu. Yukiteru s'aperçoit alors que le téléphone sur lequel il indiquait ses observations se met à contenir des entrées sur le futur autour de lui. Au départ il utilise ce pouvoir à outrance et est heureux de le posséder jusqu'à ce que son journal lui prédise sa propre mort et qu'une fille de sa classe, Yuno Gasai, qui possède aussi un journal du futur le suive ; il ignore alors qu'elle souhaite le sauver. Le jeu a commencé, un jeu de survie où le gagnant pourra devenir le dieu qui succédera à l'actuel Deus. Douze personnes ont été élues pour concourir, toutes ont reçu un journal du futur en relation avec ce qu'elles avaient l'habitude de noter dans leurs journaux ordinaires. Tous devront tirer parti des informations relayées par leurs journaux du futur, pour espérer survivre en tuant les autres et remporter la victoire.
Yuki se voit alors entraîné contre son gré dans une cauchemardesque course contre la mort, aidé en cela par l'inquiétante Yuno.

## Mirai Nikki
Les Mirai Nikki, terme que l'on pourrait traduire par journaux du futur, appelés « chronographe » dans la version française du manga, sont douze objets donnés aux joueurs du survival game par Deus ex Machina ; ils prennent des apparences diverses, bien qu'ils soient souvent des téléphones portables. Ils donnent tous des informations sur la ligne actuelle de l'avenir, ligne qui peut éventuellement changer si un des joueurs fait quelque chose d'imprévu, dans ce cas le contenu des Mirai nikki change en conséquence, tous les Mirai Nikki préviennent leur propriétaire lorsque l'avenir actuel contient leur mort. D'après Hirasaka Yomotsu (Twelfth), les différents journaux peuvent être comparés à un jeu de pierre-papier-ciseaux, chacun d'eux ayant ses forces et ses faiblesses (par exemple le Mirai nikki de Eighth qui permet aux autres d’avoir un mirai nikki temporaire, permet à Eleventh de voir le téléphone portable des autres détenteurs en plus de ceux qui l'ont temporairement).

## Manga
La série a été publiée entre janvier 2006 et décembre 2010 dans le magazine Monthly Shōnen Ace publié par Kadokawa Shoten. Plusieurs séries dérivées ont également vu le jour : la première intitulée Mirai Nikki Mosaïc sortie en novembre 2008, la deuxième intitulée Mirai Nikki Paradox sortie en mars 2010, et la troisième série dérivée intitulée Mirai Nikki Redial sortie en juillet 2013.
La version française est éditée en intégralité par Sakka, et les séries dérivées Mirai Nikki Mosaïc et Mirai Nikki Paradox ont également été publiées,.

### Liste des volumes
| no | Japonais         | Japonais          | Français         | Français      |
| no | Date de sortie   | ISBN              | Date de sortie   | ISBN          |
| --- | ---------------- | ----------------- | ---------------- | ------------- |
| 1 | 26 juillet 2006  | 4-04-713839-8     | 17 juin 2009     | 9782203022584 |
| Liste des chapitres : - Prologue : Le commencement (初め, Hajime) - Ch. 1 : Journal du futur (未来日記, Mirai Nikki) - Ch. 2 : Les 12 propriétaires du journal (新聞の12所有, Shinbun no 12 shoyū) - Ch. 3 : Bombe cardiaque (心臓の爆弾, Shinzō no bakudan) - Ch. 4 : L'alliance (提携, Teikei) |                  |                   |                  |               |
| 2 | 26 octobre 2006  | 4-04-713872-X     | 17 juin 2009     | 9782203024502 |
| 3 | 26 mars 2007     | 978-4-04-713912-1 | 9 septembre 2009 | 9782203022393 |
| 4 | 26 octobre 2007  | 978-4-04-713954-1 | 4 novembre 2009  | 9782203028616 |
| 5 | 26 février 2008  | 978-4-04-715026-3 | 10 février 2010  | 9782203029651 |
| 6 | 26 juin 2008     | 978-4-04-715072-0 | 21 avril 2010    | 9782203030169 |
| 7 | 26 novembre 2008 | 978-4-04-715130-7 | 30 juin 2010     | 9782203030183 |
| 8 | 26 mai 2009      | 978-4-04-715248-9 | 8 septembre 2010 | 9782203035201 |
| 9 | 26 novembre 2009 | 978-4-04-715323-3 | 5 janvier 2011   | 9782203035218 |
| 10 | 20 mars 2010     | 978-4-04-715400-1 | 9 février 2011   | 9782203038011 |
| 11 | 25 décembre 2010 | 978-4-04-715580-0 | 29 juin 2011     | 9782203038424 |
| 12 | 26 avril 2011    | 978-4-04-715679-1 | 19 octobre 2011  | 9782203038431 |

| no           | Japonais          | Japonais          | Français       | Français      |
| no           | Date de sortie    | ISBN              | Date de sortie | ISBN          |
| ------------ | ----------------- | ----------------- | -------------- | ------------- |
| Mosaic       | 26 novembre 2008  | 978-4-04-715129-1 | 30 juin 2010   | 9782203034372 |
| Paradox      | 26 mars 2010      | 978-4-04-715412-4 | 9 février 2011 | 9782203038028 |
| Guidebook    | 26 septembre 2011 | 978-4-04-715793-4 |                |               |
| Mosaic Keshi | 3 décembre 2011   | 978-4-04-120030-8 |                |               |
| Redial       | 26 juillet 2013   | 978-4-04-120616-4 |                |               |

## Anime
Une première adaptation en anime a eu lieu sous la forme d'un DVD distribué avec l'édition limitée du onzième tome du manga en décembre 2010. Ce même mois, l'adaptation en série télévisée d’animation est annoncée. Celle-ci est réalisée par le studio Asread avec un chara-design de Eiji Hirayama et Ruriko Watanabe, et a été diffusée entre le 10 octobre 2011 et le 16 avril 2012. Dans les pays francophones, la série est diffusée sur le site Anime Digital Network, anciennement KZPlay.
Un OAV intitulé Mirai Nikki Redial est par la suite sorti en juillet 2013.

### Musiques
| Générique | Épisode | Début                              | Début         | Fin          | Fin           |
| Générique | Épisode | Titre                              | Artiste       | Titre        | Artiste       |
| --------- | ------- | ---------------------------------- | ------------- | ------------ | ------------- |
| 1         | 2 - 14  | Kuusou Mesorogiwi (空想メソロギヰ) | Yōsei Teikoku | Blood teller | Faylan        |
| 2         | 15 - 26 | Dead END                           | Faylan        | filament     | Yōsei Teikoku |
| 3         | OAV     | Kyouki Chinden (狂気沈殿)          | Yōsei Teikoku | HAPPY END    | Faylan        |

## Drama
Une adaptation en drama intitulée Mirai Nikki -Another:World- a vu le jour sur Fuji TV entre le 21 avril et le 30 juin 2012. L'histoire se déroule dans un univers parallèle à la série d'origine.

## Jeu vidéo
Un jeu vidéo de type visual novel intitulé Mirai Nikki 13-nin-me no Nikki Shoyūsha (未来日記 -13人目の日記所有者-) est sorti sur PlayStation Portable le 28 janvier 2010. Ce jeu qui est inspiré du manga, introduit Azami Kirisaki comme étant la 13ème en possession d'un chronographe.
Une réédition du premier jeu vidéo intitulé Mirai Nikki 13-nin-me no Nikki Shoyūsha RE:WRITE (未来日記 -13人目の日記所有者- RE:WRITE) est sorti sur PSP le 26 avril 2012. Cette nouvelle version comporte de nouveaux graphismes, de nouvelles illustrations et les voix des acteurs de l'anime.